# Alkanna macrophylla
Alkanna macrophylla är en strävbladig växtart som beskrevs av Pierre Edmond Boissier och Heldr. Alkanna macrophylla ingår i släktet Alkanna och familjen strävbladiga växter. Inga underarter finns listade i Catalogue of Life.